# كويلة يابانية
كويلة يابانية (الاسم العلمي: Coilia nasus) (بالإنجليزية: Japanese grenadier anchovy)‏ هي نوع من الأسماك تتبع جنس الكويلة من الفصيلة البلمية.